# La Chapelle-Bayvel
La Chapelle-Bayvel és un municipi francès situat al departament de l'Eure, a la regió de Normandia. L'any 2007 tenia 304 habitants.

## Demografia

### Població
El 2007, la població de fet de La Chapelle-Bayvel era de 304 persones. Hi havia 108 famílies, de les quals 12 eren unipersonals (12 dones que vivien soles), 50 parelles sense fills i 46 parelles amb fills.
La població ha evolucionat segons el següent gràfic:
Habitants censats

### Habitatges
El 2007 hi havia 146 habitatges. 113 eren l'habitatge principal de la família, 30 eren segones residències i 3 estaven desocupats. Tots els 146 habitatges eren cases. Dels 113 principals, 97 estaven ocupats pels propietaris i 15 estaven llogats i ocupats pels llogaters; 1 tenia una cambra, 1 en tenia dues, 21 en tenien tres, 36 en tenien quatre i 54 en tenien cinc o més. 109 habitatges disposaven pel cap baix d'una plaça de pàrquing. A 44 habitatges hi havia un automòbil i a 65 n'hi havia dos o més.

### Piràmide de població
La piràmide de població per edats i sexe el 2009 era:
| Homes | Edats   | Dones |
| ----- | ------- | ----- |
| 0     | 95 o +  | 0     |
| 0     | 90 a 94 | 0     |
| 0     | 85 a 89 | 0     |
| 4     | 80 a 84 | 0     |
| 0     | 75 a 79 | 8     |
| 4     | 70 a 74 | 0     |
| 16    | 65 a 69 | 4     |
| 0     | 60 a 64 | 16    |
| 12    | 55 a 59 | 4     |
| 0     | 50 a 54 | 4     |
| 8     | 45 a 49 | 8     |
| 12    | 40 a 44 | 4     |
| 12    | 35 a 39 | 0     |
| 8     | 30 a 34 | 12    |
| 12    | 25 a 29 | 8     |
| 0     | 20 a 24 | 4     |
| 4     | 15 a 19 | 8     |
| 4     | 10 a 14 | 8     |
| 4     | 5 a 9   | 4     |
| 4     | 0 a 4   | 4     |

## Economia
El 2007, la població en edat de treballar era de 181 persones, 137 eren actives i 44 eren inactives. De les 137 persones actives, 126 estaven ocupades (70 homes i 56 dones) i 11 estaven aturades (4 homes i 7 dones). De les 44 persones inactives, 18 estaven jubilades, 13 estaven estudiant i 13 estaven classificades com a «altres inactius».

### Ingressos
El 2009, a La Chapelle-Bayvel hi havia 113 unitats fiscals que integraven 310 persones, la mediana anual d'ingressos fiscals per persona era de 16.573 €.

### Activitats econòmiques
Dels 10 establiments que hi havia el 2007, 2 eren d'empreses de fabricació d'altres productes industrials, 6 d'empreses de construcció, 1 d'una empresa de comerç i reparació d'automòbils i 1 d'una empresa de serveis.
Dels 8 establiments de servei als particulars que hi havia el 2009, 2 eren tallers de reparació d'automòbils i de material agrícola, 2 paletes, 2 fusteries i 2 lampisteries.
L'any 2000, a La Chapelle-Bayvel hi havia 13 explotacions agrícoles, que ocupaven un total de 405 hectàrees.

## Poblacions més properes
El següent diagrama mostra les poblacions més properes.